# Neha Kakkar
Neha Kakkar Singh (pronooncé [ˈneːɦaː ˈkəkːər]), née le 6 juin 1988, est une chanteuse indienne,,. Elle est la sœur cadette du chanteur de playback Sonu Kakkar. Elle commence à se produire à un très jeune âge lors d'événements religieux. En 2005, elle participe à la deuxième saison de l'émission de télé-réalité de chant, Indian Idol. Elle a fait ses débuts à Bollywood en tant que choriste dans le film Meerabai Not Out. Elle se fait connaître avec la sortie du morceau de danse "Second Hand Jawaani" de Cocktail, qui est suivi de plusieurs chansons de fête populaires, dont "Sunny Sunny" de Yaariyan et "London Thumakda" de Queen. Outre le playback, Neha Kakkar apparaît dans plusieurs clips vidéo et en tant que juge dans plusieurs émissions de télé-réalité, dont  " Indian Idol ".
En 2019, Neha Kakkar est classée parmi les artistes féminines les plus vues sur Youtube avec 4,2 millions de vues. En janvier 2021, elle devient la première chanteuse indienne à remporter un YouTube Diamond Award,.
Elle figure dans le classement Forbes Celebrity 100 de l'Inde en 2017 et 2019,. En décembre 2020, elle figure dans la liste des 100 stars numériques d'Asie établie par Forbes.

## Jeunesse
Neha Kakkar naît le 6 juin 1988 à Rishikesh, Uttarakhand.
Au début des années 90, elle et sa famille déménage à Delhi pour tenter sa chance dans la chanson. Neha Kakkar à l'âge de quatre ans, commence à se produire lors de rassemblements locaux et d'événements religieux,. En 2004, elle a déménage à Mumbai avec son frère, Tony Kakkar. En 2006, à l'âge de dix-huit ans, elle est auditionnée pour la deuxième saison d'Indian Idol, où elle est éliminée au début de l'émission.